# Docosia melita
Docosia melita är en tvåvingeart som beskrevs av Chandler och Gatt 2000. Docosia melita ingår i släktet Docosia och familjen svampmyggor.
Artens utbredningsområde är Malta. Inga underarter finns listade i Catalogue of Life.